# Kőszárhegy
Kőszárhegy es un pueblo en el distrito de Székesfehérvár del condado de Fejér, Hungría.

## El pedestal de Polgárdi
El pedestal de Polgárdi, también conocido como quadripus (en español: cuatro patas), es un pedestal de plata con cuatro patas descubierto en el pueblo, que destaca como el pedestal plegable más ornamentado y singular conocido de la época romana tardía. Destaca por su tamaño y peso, superando a todos los demás pedestales plegables romanos conocidos. Fabricado alrededor de la segunda mitad del siglo IV d. C., posiblemente en un taller balcánico, se utilizó durante ese período. Un estudio de 2023 indicó que la plata utilizada en su producción probablemente provenía de los Balcanes.